# Kaiserschmarrn
Kaiserschmarrn er en kendt østrigsk og sydtysk dessert, der tilberedes af pandekagedej.
Dejen tilberedes af mel, mælk, æg og lidt sukker og salt og steges på panden i smør ved middel varme indtil undersiden er fast. Dejen deles i mindre stykker og vendes flere gange, indtil den er færdigbagt. Den drysses med flormelis og serveres ofte med sveskekompot, men der kan også anvendes kompot eller marmelader af f.eks. æble, abrikos eller kirsebær. Der findes mange varianter af kaiserschmarrn og visse former skyldes regionale traditioner. I nogle varianter tilsættes rosiner eller mandler.
Første led af ordet betyder kejser (Kaiser) og andet led (Schmarrn) er et tysk-østrigsk dialektisk ord, der vanskeligt lader sig oversætte. Ordet stammer sandsynligvis fra det tyske ord Schmer, der referer til fedt omkring maven. Begrebet Schmarrn anvendes i Sydtyskland og Østrig om pandekagekagedej, der under tilberedningen rives fra hinanden i mindre stykker.
Der findes i Østrig mange legender om fremkomsten af kaiserschmarrn, hvor de fleste forbinder desserten med kejser Franz Joseph I.